# مقاطعة إكتور (تكساس)
مقاطعة إكتور (بالإنجليزية: Ector  County)‏ هي إحدى المقاطعات في ولاية تكساس، الولايات المتحدة الأمريكية، يبلغ عدد سكانها 137,130 نسمة طبقا لإحصاء عام 2010 .

موقع المقاطعة في ولاية تكساس